# Aechmea strobilina
Aechmea strobilina es una especie fanerógama de la familia de Bromeliáceas, originaria de Panamá donde se encuentra en las selvas altas.

## Descripción
Son epífitas, alcanzando un tamaño de 40-92 cm en flor. Hojas 65-110 cm; vainas 7-12 cm de ancho, elípticas, pajizas, densa a moderadamente pardo punteado-lepidotas, enteras; láminas 4-6.5 cm de ancho, liguladas, esparcidamente lepidotas a glabras, espinoso-serradas, atenuadas. Escapo 60-75 cm, erecto, glabro a flocoso; brácteas tan largas como o mucho más largas que los entrenudos, erectas, enteras. Inflorescencia 4-10 cm, 1-pinnado compuesta, con c. 8 espigas; raquis terete a angulado o inconspicuamente sulcado, glabro; brácteas primarias 4.5-7 cm, enteras; espigas 3.5-7 cm, patentes a ascendentes, con 5-9 flores dísticas. Brácteas florales 2.5-3 cm, más largas que los ovarios, más de 3 veces el largo de los entrenudos, anchamente ovadas, agudas, mucronulatas, carinadas apicalmente, erectas, lisas a inconspicuamente nervadas distalmente, glabras a ampliamente esparcido punteadas. Flores sésiles; sépalos 15-17 mm, libres, los 2 posteriores alado-carinados, el anterior engrosado centralmente, escasamente asimétrico, lanceolados a oblongos, agudos a acuminados, glabros a glabrescentes; pétalos blancos.

## Taxonomía
Aechmea strobilina fue descrita por (Beurl.) L.B.Sm. & Read y publicado en Phytologia 33(7): 432, t. 1, f. L–N. 1976.
Etimología
Aechmea: nombre genérico que deriva del griego akme ("punta"), en alusión a los picos rígidos con los que está equipado el cáliz.
strobilina: epíteto latino que significa "con estróbilos".
Sinonimia
- Bromelia strobilina Beurl. basónimo [3][4]